# SeVen (V6のアルバム)
『seVen』（セブン）は、V6の7thアルバム。2002年7月31日に、avex traxから発売された。

## 概要
大型ケースに梱包された初回限定盤と通常盤が発売された。
コピーコントロールCDでの発売。

## 収録曲

### CCCD
※別バージョン曲は初回限定盤のみ収録。シングル曲の解説はそのページを参照。
1. BLOW UP THE DARK
作詞：MIZUE、作曲・編曲：笹本安詞
  - 日本テレビ系「BOON!」テーマソング
2. A･SA･YA･KE
作詞：小幡英之、作曲・編曲：近藤昭雄
  - フジテレビ系「VivaVivaV6」エンディング・テーマ
  - イベント「お台場どっと混む!」テーマソング
  - 本作はCCCDでの販売であったため、『Very best II』〈永続盤〉にて初めてCDに収録された。
3. 出せない手紙
作詞：セキヤヒサシ、作曲・編曲：PIPELINE PROJECT
  - 20thシングル
4. HAVE A SUPER GOOD TIME - Coming Century
作詞：浦塚勝人、作曲・編曲：笹本安詞
  - TBS系「オトセン!」テーマソング

ベストアルバム「Best of Coming Century 〜Together〜」（Coming Century）にも収録されている。
  - 本作及び『Best of Coming Century 〜Together〜』はCCCDでの販売であったため、『Very6 BEST』〈初回盤B〉にて初めてCDに収録された。
5. こんなんどーでしょ?! ～BRAND NEW MY SOUL～ - 井ノ原快彦・三宅健・岡田准一
作詞：西野健次、作曲：飯田建彦、編曲：渡辺兄弟
6. GOOD ENOUGH
作詞・作曲：オオヤギヒロオ、編曲：家原正樹
  - TBS系「学校へ行こう!」エンディング・テーマ
  - 2ndベストアルバムにも収録されている。
  - 本作はCCCDでの販売であったため、『Very best II』〈全形態〉にて初めてCDに収録された。
7. one（Japanese version）- V6 feat. Shoo（S.E.S.）
作詞：上田起氏、作曲・編曲：鈴木健治
  - 21stシングルの2曲目
8. B.G.B（booin’ groovin’ boogie）- 坂本昌行・長野博・森田剛
作詞：MIZUE、作曲・編曲：宮崎歩
9. MAGMA
作詞：六ツ見純代、作曲：渡辺和紀、編曲：久米康隆
  - 2ndベストアルバムにも収録されている。
  - 本作はCCCDであるため、『Very best II』〈全形態〉にて初めてCDに収録された。
10. days -tears of the world- - 20th Century
作詞・作曲・編曲：浅田直
2ndベストアルバム生産限定盤A、ベストアルバム「Replay〜Best of 20th Century〜」スペシャル盤（20th Century）にも収録されている。
  - 本作及び『Replay〜Best of 20th Century〜』はCCCDでの販売であったため、『Very best II』〈限定盤A〉にて初めてCDに収録された。
11. Feel your breeze
作詞：村野直球、作曲：宮崎歩、編曲：鈴木健治
  - 21stシングルの1曲目
12. SHINY DAY
作詞：上田尚志、作曲：kanke、編曲：h-wonder
13. one（English version）- V6 feat. Shoo（S.E.S.）
英語詞：Donna Burke
  - 21stシングル韓国盤収録曲
  - 21stシングルの2曲目の英語バージョン
14. Feel your breeze（G･S･N version）
編曲：大久保薫、家原正樹
  - 21stシングルの1曲目のドラマバージョン